# Flowood
Flowood ist eine Stadt im Bundesstaat Mississippi in den Vereinigten Staaten. Sie gehört zur Metropolregion von Jackson. Das U.S. Census Bureau hat bei der Volkszählung 2020 eine Einwohnerzahl von 10.202 ermittelt.

## Demografie
Nach der Schätzung von 2019 leben in Flowood 10.202 Menschen. Die Bevölkerung teilte sich im selben Jahr auf in 60 % Weiße, 31,2 % Afroamerikaner, 0,3 % amerikanische Ureinwohner, 4,8 % Asiaten und 3,0 % mit zwei oder mehr Ethnizitäten. Hispanics oder Latinos aller Ethnien machten 1,6 % der Bevölkerung aus. Das mittlere Haushaltseinkommen lag bei 65.191 US-Dollar und die Armutsquote bei 13,0 %.

## Söhne und Töchter der Stadt
- William „Kyle“ Carpenter Träger der Medal of Honor